# Pip Ivan (Tchornohora)
Ne doit pas être confondu avec Pop Ivan (Maramureș).
Pip Ivan (en ukrainien : Піп Іван, en polonais : Pop Iwan) est le troisième plus haut sommet de la Tchornohora après le mont Hoverla et le Brebeneskul. Il culmine à 2 021 mètres d'altitude.
Les pentes de la montagne sont recouvertes de forêt mixte jusqu'à environ 1 220 mètres d'altitude, puis de sapin jusqu'à environ 1 550 mètres.
Lors de l'entre-deux-guerres, la montagne marque la frontière entre la Pologne et la Tchécoslovaquie. Un ancien observatoire astronomique, construit en 1938 sur le Pip Ivan  et abandonné depuis la Seconde Guerre mondiale, est en cours de reconstruction depuis 2012. Surnommé en ukrainien : Білий слон (« Éléphant Blanc »), il se trouve à 2 028 m d'altitude, à six heures de marche de la ville la plus proche. Il doit servir à étudier la faune, la flore et la météorologie, ainsi que d'attraction touristique.